# 제7대 헤어우드 백작 조지 래슬스
제7대 헤어우드 백작 조지 헨리 휴버트 래슬스(George Henry Hubert Lascelles, 7th Earl of Harewood, KBE, AM, 1923년 2월 7일 ~ 2011년 7월 11일)는 1929년 이전에 아너러블 조지 래슬스(The Honorable George Lascelles)로, 1929년부터 1947년 사이에 래슬스 자작(Viscount Lascelles)은 영국의 클래식 음악 행정가이자 작가였다. 그는 왕립 오페라 하우스(1951–1953; 1969–1972)의 감독, 영국 국립 오페라 (ENO)의 이사회 의장(1986–1995), ENO의 상무이사(1972–1985), 영국 국립 오페라 노스(1978–81)의 상무이사(1985–1987), BBC의 주지사(1985–1987), 영국 영화 분류 위원회의 회장(1985–1996)을 역임했다.
헤어우드는 제6대 헤어우드 백작 헨리 래슬스와 조지 5세와 테크의 메리의 고명딸인 헤어우드 백작부인 프린세스 로열 메리의 장남이었다. 그가 태어났을 때, 그는 계승 순위 6위였고, 그가 사망했을 때, 46위였다. 헤어우드 경은 조지 5세와 엘리자베스 2세의 첫 사촌인 메리의 장손이었다. 그는 1947년 5월 24일 아버지의 백작 작위를 계승했다.

## 같이 보기
- 에르빈 슈타인 - 아르놀트 쇤베르크의 제자이자 헤어우드의 장인이며 마리온 슈타인의 아버지